# Sami Ben Gharbia
Sami Ben Gharbia, pseudoniem Fikra (Arabisch: 'idee'), (Bizerte, juni 1967), is een Tunesisch internetactivist die vooral schrijft op weblogs en Twitter. Sinds 1998 woonde en werkte hij in Nederland en speelde hij een belangrijke rol in het aanwakkeren van de Jasmijnrevolutie in Tunesië; de eerste van de revoluties in de Arabische wereld. Na de succesvolle afloop ervan keerde terug naar Tunis.

## Levensloop
Begin jaren negentig verzette Ben Gharbia zich tegen internetcensuur in zijn land en werd daarin gedwarsboomd door de Tunesische autoriteiten. In 1998 vertrok hij daarom naar Nederland als politiek vluchteling. Hier hield hij zich bezig met discussies op het internet en schreef hij weblogs over de corrupte praktijken in het land. Daarnaast werkte hij in de Friese plaats Grouw als zeilinstructeur.
Online stelde hij onderwerpen aan de orde die niet door de landelijke media werden gebracht en maakte hij zich sterk voor crossposting. Zijn zorgvuldige en nauwkeurige berichten en kritiek leidden tot een steeds groter wordende aanhang bij de protestbeweging en de internationale pers, zoals Al Jazeera.
In 2004 zette Ben Gharbia met anderen Nawaat.org op, een internetportaal met toegang tot weblogs met nieuws en politiek. Deze website speelde zes jaar later een belangrijke rol in de Jasmijnrevolutie die uiteindelijk tot de val van president Ben Ali leidde. Verder is hij betrokken bij andere weblogs, zoals Cybervision waarop bloggers de censuur in Tunesië documenteren, en Babtounes. Ook houdt hij live tweets bij op Twitter.
Ben Gharbia kreeg in 2010 hulp van Julian Assange, de oprichter van WikiLeaks, die hij kende uit de internationale hackersgemeenschap. Van Assange kreeg hij Amerikaanse ambtsberichten over Tunesië uit de zogenaamde Cablegate toegespeeld. Met behulp van deze berichten zette hij in november 2010 TuniLeaks online, met bewijsmateriaal over mishandelingen door de Tunesische overheid. Een maand later brak de Jasmijnrevolutie uit, volgens Assange een direct gevolg van het online zetten van de TuniLeaks.
Tijdens de revolutie was Nawaat.org een van de schaarse nieuwsbronnen, terwijl veel andere media geblokkeerd waren. De weblog bracht berichten, getuigenissen uit eerste hand, mensenrechtenrapporten en video's, in het Arabisch, een Tunesisch dialect, en daarnaast nog in het Frans en Engels.
Na afloop van de Jasmijnrevolutie keerde Ben Gharbia terug naar Tunis. Sindsdien is hij actief als trainer en spreker op het gebied van nieuwe media. Hij is een pleitbezorger van open government en wijdt zich als directeur van Global Voices Advocacy aan de bescherming van de vrijheid van meningsuiting en het recht op vrije toegang tot informatie op het internet.

## Erkenning
Ben Gharbia werd meermaals onderscheiden voor zijn werk, waaronder met prijzen van Verslaggevers Zonder Grenzen, de Electronic Frontier Foundation en Index on Censorship. In 2012 werd zijn werk bekroond met een Prins Claus Prijs.